# سیلون آندره
سیلون آندره (فرانسوی: Sylvain André‎؛ زادهٔ ۱۴ اکتبر ۱۹۹۲) دوچرخه‌سوار اهل فرانسه است.
وی در مسابقات کشوری و بین‌المللی در مجموع برندهٔ ۱ مدال نقره شده‌است.